# Бела лађа (2. сезона)
Друга сезона телевизијске серије Бела лађа је премијерно емитована на Првом програму Радио телевизије Србије у периоду од 24. фебруара до 1. јуна 2008. године.

## Продукција
За време снимања друге сезоне серије Бела лађа трагично је настрадао глумац Миленко Заблаћански, па је његов лик Синиша Павић преселио у Беч. Готово истовремено, због повлачења Светлане Бојковић, из серије је повучен лик Јасмине Пантелић.

## Радња
Постаје очигледно да ће мандатар и актуелни премијер, Мајсторовић, владу морати да формира или са Демократском ренесансом или са Странком здравог разума. Најпре позива лидера Демократске ренесансе, Хаџи-Здравковића на преговоре, али га овај превише уцењује, па се окреће Шојићу. Згрожен његовим понашањем, мандатар одлучује да добро промисли са ким ће формирати нови кабинет, тако да то остаје неизвесност све до неколико минута пре истека рока. Када се Мајсторовић најзад појављује у скупштини са намером да изложи експозе, испоставља се да је због ометања других посланика рок истекао, па се расписују нови избори.

## Улоге
| Глумац              | Улога                    | Епизоде (у сезони)                 |
| ------------------- | ------------------------ | ---------------------------------- |
| Милан Гутовић       | Срећко Шојић             | 1-14                               |
| Ненад Јездић        | Благоје "Блашко" Пантић  | 1-14                               |
| Предраг Смиљковић   | Тихомир Стојковић        | 1-14                               |
| Александар Дунић    | Милорад Ћирковић "Ћирко" | 1-14                               |
| Мина Лазаревић      | Мирослава Пантић         | 2, 3, 4, 5, 6, 7, 8, 9, 12, 13, 14 |
| Небојша Илић        | Мирослав Станковић       | 1, 2, 3, 4, 5, 6, 10, 11, 12, 13   |
| Михаило Јанкетић    | Живојин Мајсторовић      | 1, 2, 3, 5, 6, 7, 9, 11, 13, 14    |
| Милица Милша        | Мелиза Рајковић          | 1, 2, 3, 5, 7, 8, 9, 11, 13, 14    |
| Петар Краљ          | Димитрије Пантић         | 1, 4, 5, 6, 7, 8, 10, 11, 14       |
| Љиљана Драгутиновић | Персида "Сида" Пантић    | 4, 5, 6, 7, 8, 9, 10, 11, 14       |
| Душан Голумбовски   | Озрен Солдатовић         | 1, 3, 5, 6, 7, 9, 10, 11, 13       |
| Дејан Луткић        | Густав Стојановић        | 1, 2, 3, 4, 5, 6, 10, 13, 14       |
| Драган Вујић        | Здравко Пањковић         | 1, 2, 3, 7, 8, 9, 10, 12, 14       |
| Предраг Ејдус       | Хаџиздравковић           | 1, 2, 3, 8, 9, 12, 13, 14          |
| Драган Јовановић    | др Маричић               | 1, 2, 3, 8, 9, 12, 13, 14          |
| Миленко Заблаћански | Маринко Пантић           | 1, 2, 3, 5, 6, 7                   |
| Дубравка Мијатовић  | Слађана Савић            | 1, 3, 8, 10, 13, 14                |
| Мира Бањац          | Розалија Михајловић      | 1, 6, 7, 11                        |
| Светлана Бојковић   | Јасмина Пантелић         | 8                                  |